# Stine Carsten Kendal
Stine Carsten Kendal (født 10. december 1971) er en dansk erhvervsleder, som i december 2016 afløste Mette Davidsen-Nielsen som administrerende direktør på dagbladet Information, hvis udviklingsdirektør hun var indtil da. Hun er uddannet cand.scient.pol. fra Københavns Universitet 1991-98 og har siden videreuddannet sig i kommunikation og ledelse i mediebranchen.
Før hun blev udviklingsdirektør på Information/iBureauet i 2013 havde hun haft lederstillinger hos medierådgivningsfirmaet Kontrabande hhv. Mandag Morgen.